# In a Twentieth-Century Drawing Room
In a Twentieth-Century Drawing Room - Hal McKusick Octet est un album de jazz du saxophoniste Hal McKusick. 

## Enregistrement
L'album est enregistré par la quartet sans piano de Hal McKusick, accompagné par un ensemble de cordes constitué de quatre violoncelles. Il appartient à un ensemble d'enregistrements qui, à cette époque, tentent d'intégrer jazz et musique classique. Les arrangements sont l'œuvre de Manny Albam, à l'exception de Minor Seventh Heaven, écrit et arrangé par Osie Johnson.

### Musiciens
Les sessions sont enregistrées en septembre 1955 par deux octets qui sont composés de :
- 14, 15 septembre 1955 : Hal McKusick (as, cl), Barry Galbraith (g), Milt Hinton (b), Osie Johnson (d), Harvey Shapiro (cel), Lucien Schmidt (cel), Abram Borodkin (cel), Milton Prinz (cel).
- 29 septembre 1955 : Hal McKusick (as), Barry Galbraith (g), Milt Hinton (b), Sol Gubin (d), Harvey Shapiro (cel), Lucien Schmidt (cel), Bernard Greenhouse (cel), Sidney Edwards (cel).

### Dates et lieux
- 1, 2, 4, 5, 6, 7, 9, 11 : 14 septembre 1955 et 15 septembre 1955
- 3, 8, 10 : 29 septembre 1955

## Titres
| N°     | Titre                           | Compositeur                             | Durée |
| ------ | ------------------------------- | --------------------------------------- | ----- |
| Face 1 |                                 |                                         |       |
| 1.     | My Inspiration                  | Bob Haggart, Hilton La Mare, Ray Bauduc |       |
| 2.     | Gift of the Magi                | Manny Albam                             |       |
| 3.     | You're a Lucky Guy              | Sammy Cahn, Saul Chaplin                |       |
| 4.     | Can't We Be Friends             | Kay Swift, Paul James                   |       |
| 5.     | Step Lively Osie                | Manny Albam                             |       |
| 6.     | Minor Seventh Heaven            | Osie Johnson                            |       |
|        |                                 |                                         |       |
| Face 2 |                                 |                                         |       |
| 7.     | Theme                           | Al Cohn                                 |       |
| 8.     | Alto Stratus                    | Manny Albam                             |       |
| 9.     | How Long Has This Been Going On | George Gershwin, Ira Gershwin           |       |
| 10.    | Brother Jack                    | Hal McKusick                            |       |
| 11.    | Immortal                        | Bobby Scott                             |       |

## Discographie
- 1956, RCA Victor Records - LPM-1164 (LP)

## Source
- Ralph Berton, Liner notes de l'album RCA Victor Records, 1955.